# Cinderella's Sister
Cinderella eonni (en coréen : 신데렐라 언니 ; titre international : Cinderella's Sister) est une série télévisée sud-coréenne en 20 épisodes de 60 minutes, créée par Kim Gyu-wan et diffusée du 31 mars 2010 au 3 juin 2010 sur la chaîne KBS2.
Cette série décrit la rivalité entre deux belles-sœurs qui feront tout pour sauver la brasserie familiale.

## Scénario
Depuis son plus jeune âge, Eun-jo (Moon Geun-young) a appris à ne faire confiance à personne et à vivre par ses propres moyens. Traînée de maisons en maisons par sa mère vénale et manipulatrice (Lee Mi-sook), Eun-jo ne sais pas comment se comporter avec la dernière conquête de sa mère, Goo Dae-sung (Kim Kap-soo), le dirigeant d'une brasserie traditionnelle de vin de riz. Dae-sung et sa fille Hyo-sun (Seo Woo), élevée comme une princesse, accueillent chaudement Eun-jo dans leur maison et la traitent avec une gentillesse qu'elle ne peut pas supporter. Et à la place de tisser des liens avec eux, Eun-jo commence une relation avec un des employés de la brasserie, Ki-hoon (Chun Jung-myung), la seule personne à avoir su la comprendre malgré sa carapace, et c'est sa trahison qui la blessera le plus.
Cependant, la gentillesse de Dae-sung à son égard, fait tomber peu à peu les défenses d'Eun-jo, qui apprend à faire confiance et à aimer son beau-père. Pendant ce temps, la naïve Hyo-sun, cherche en permanence de l'affection de Ki-hoon, jusqu'à ce qu'elle réalise qu'elle le perd, ainsi que tout ce qu'elle a d'autre dans sa vie au profit de sa froide belle-sœur.
Huit ans plus tard, Jung-woo (Ok Taecyeon) réapparaît dans la vie d'Eun-jo, le garçon qu'elle considérait comme son petit frère est maintenant un jeune homme déterminé à gagner son cœur. Les deux sœurs ennemies font alors l'expérience de la peur et de la rivalité à cause de leurs tempéraments opposés, et leur relation d'amour-haine les amènent à traverser de nombreuses épreuves de leur adolescence à l'âge adulte.

## Acteurs et personnages

### Acteurs principaux
- Moon Geun-young : Song Eun-jo/Goo Eun-jo[1],[2],[3]
- Seo Woo : Goo Hyo-sun
- Chun Jung-myung : Hong Ki-hoon
- Ok Taecyeon : Han Jung-woo[4],[5]
- Lee Mi-sook : Song Kang-sook[6]
- Kim Kap-soo : Goo Dae-sung

### Acteurs secondaires
- Kang Sung-jin : Yang Hae-jin
- Choi Il-hwa : Chairman Hong
- Yeon Woo-jin : Dong-soo
- Go Se-won : Hong Ki-jung
- Seo Hyun-chul : Véritable amour de Kang-sook
- Kim Chung : Belle-mère de Ki-hoon

## Diffusion internationale
| Pays         | Chaîne            | Titre                   | Première diffusion |
| ------------ | ----------------- | ----------------------- | ------------------ |
| Corée du Sud | KBS2              | 신데렐라 언니           | 31 mai 2010        |
| États-Unis   | KBS World         | Cinderella's Stepsister |                    |
| Canada       | KBS World         | Cinderella's Stepsister |                    |
| Japon        | Fuji TV           | シンデレラのお姉さん    |                    |
| Japon        | Korean α          | シンデレラのお姉さん    |                    |
| Japon        | KBS World         | シンデレラのお姉さん    |                    |
| Singapour    | KBS World         | Cinderella's Stepsister |                    |
| France       | KBS World         | Cinderella's Stepsister |                    |
| Allemagne    | KBS World         | Cinderella's Stepsister |                    |
| Italie       | KBS World         | Cinderella's Stepsister |                    |
| Espagne      | KBS World         | Cinderella's Stepsister |                    |
| Portugal     | KBS World         | Cinderella's Stepsister |                    |
| Brésil       | KBS World         | Cinderella's Stepsister |                    |
| Thaïlande    | KBS World         | Cinderella's Stepsister |                    |
| Taïwan       | CTi Variety       | 灰姑娘的姐姐            |                    |
| Hong Kong    | KBS World         | Cinderella's Sister     |                    |
| Hong Kong    | Fantastic Channel | 灰姑娘的姐姐            |                    |
| Hong Kong    | TVB J2            | 灰姑娘的姐姐            |                    |
| Philippines  | ABS-CBN           | Cinderella's Sister     | 17 janvier 2011    |
| Philippines  | KBS World         | Cinderella's Stepsister |                    |

## Bande Originale
La bande originale complète issue de la série est sortie le 15 avril 2010.
| 1.  | 너 아니면 안돼 (It Has To Be You) | Yesung des Super Junior  | 3:24 |
| 2.  | 뒤돌아봐                          | JOO                      |      |
| 3.  | 불러본다 (Calling Out)            | Luna et Krystal des F(x) | 4:21 |
| 4.  | 스마일 어게인                     | Lee Yoon-jong            | 3:49 |
| 5.  | 너 였다고                         | JM                       | 4:05 |
| 6.  | 내 사랑을 구해줘!                 | Pink Toniq               | 3:38 |
| 7.  | 신데렐라언니                      | Divers Artistes          | 1:21 |
| 8.  | 미소지으면                        | Divers Artistes          | 1:55 |
| 9.  | 보사노바                          | Divers Artistes          | 4:05 |
| 10. | 그때 그 자리에                    | Divers Artistes          |      |
| 11. | 사랑한다면                        | Divers Artistes          | 1:31 |
| 12. | 뒷동산                            | Divers Artistes          | 2:16 |
| 13. | 마이너 왈츠                       | Divers Artistes          | 2:15 |
| 14. | 느리게 걷기                       | Divers Artistes          | 1:16 |
| 15. | 후회                              | Divers Artistes          | 2:33 |
| 16. | 모정                              | Divers Artistes          | 2:29 |
| 17. | 내 사랑을 구해줘! (Rock version)  | Pink Toniq               | 3:26 |